# Banda W
La banda W  és una part de la regió de microones de l'espectre electromagnètic. El seu rang de freqüències està comprès entre 75 i 111 GHz. Es troba just a sobre de la Banda V designada pel IEEE i compresa en el rang de freqüències (50-75; GHz) i se superposa amb la "Banda M" assignada per l'OTAN i compresa en el rang de freqüències (60–100 GHz). La Banda W s'utilitza per a investigacions amb ones mil·limètriques de radar, per a aplicacions militars de seguiment i apuntament amb radars, i per a altres aplicacions no militars.
La majoria de les càmeres d'ones mil·limètriques passives que s'usen per deteccions amb armes encobertes, operen a una freqüència de 94 GHz
S'usa una freqüència d'aproximadament 77 GHz per a aplicacions de radar en navegadors de bord dels vehicles.
La finestra de ràdio atmosfèrica, de freqüència 94 GHz està en ús en projeccions d'imatge de radars d'ones mil·limètriques, per a aplicacions en el camp d'astronomia, defensa, i seguretat.
Hi ha una arma no gaire letal, que utilitza ones mil·limètriques de microones per escalfar una capa fina de la pell humana fins a una temperatura intolerable per tal d'allunyar la persona apuntada. Un tret de 2 segons, a una freqüència de 95 GHz, a l'angle desitjat, s'escalfaria la pell humana fins a una temperatura de 130 °F (54 °C) amb una profunditat de (0,4 mm). Als Estats Units, les forces armades i el cos dels Marines utilitzen actualment aquest tipus de sistemes actius.
El segment de freqüències 71–76 GHz/81–86 GHz de la Banda W ha estat assignat per la Unió Internacional de les Telecomunicacions (UIT). Gràcies a l'increment de l'espectre radioelèctric i la congestió de l'òrbita a baixes freqüències, les assignacions per a aplicacions satèl·lit de la banda W estan creant un gran interès en operadors comercials de serveis via satèl·lit, però, encara no s'ha implementat cap projecte comercial en aquestes bandes.

## Bandes de microones
L'espectre de microones es defineix usualment com l'energia electromagnètica que va des d'aproximadament 1 GHz fins a 100 GHz de freqüència, encara que un ús més antic inclou freqüències una mica més baixes. La majoria de les aplicacions més comunes es troben dins del rang d'1 a 40 GHz. Les bandes de freqüències de microones, segons la definició de la Radio Society of Great Britain (RSGB), es mostren en el següent quadre :
| banda L  | 1 to 2 GHz     |
| banda S  | 2 to 4 GHz     |
| banda C  | 4 to 8 GHz     |
| banda X  | 8 to 12 GHz    |
| banda Ku | 12 to 18 GHz   |
| banda K  | 18 to 26.5 GHz |
| banda Ka | 26.5 to 40 GHz |
| banda Q  | 30 to 50 GHz   |
| banda U  | 40 to 60 GHz   |
| banda V  | 50 to 75 GHz   |
| banda E  | 60 to 90 GHz   |
| banda W  | 75 to 110 GHz  |
| banda F  | 90 to 140 GHz  |
| banda D  | 110 to 170 GHz |